# عدسة مغناطيسية
.

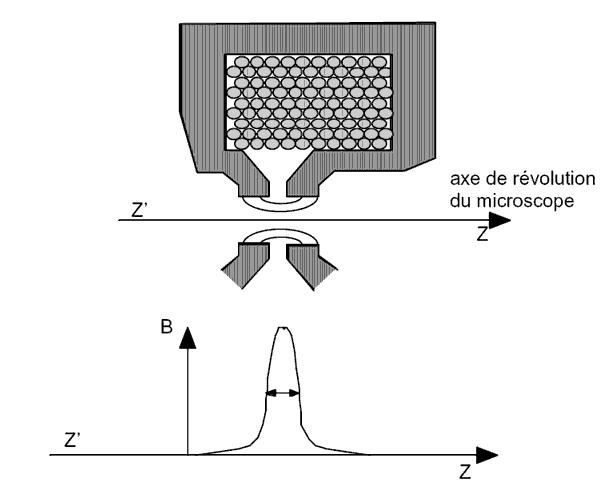
يبين الشكل كيف ينحصر فيض الإلكترونات في شعاع ضيق بسبب مروره في عدسة مغناطيسية.

عدسة مغناطيسية في الفيزياء (بالإنجليزية: Magnetic Lens) تتأثر الجسيمات المشحونة مثل الإلكترون والبروتون بالمجال المغناطيسي وتنحرف في مسارها بسببه. ويعتمد مقدار انحراف جسيم أولي مثل الإلكترون عن مساره على شدة وإتجاه المجال المغناطيسي المؤثر عليه، وعلى سرعة الإلكترون المتجهة.
وتستغل العدسة المغناطيسية حقيقة أن الإلكترون له صفات الجسيمات كما أنه يتخذ صفات الموجات مثل الأشعة الكهرومغناطيسية وأشعة الضوء. وبحسب شدة المجال المغناطيسي يمكن توجيه شعاع الإلكترونات وتركيزه في بؤرة عن طريق العدسات المغناطيسية ، كما يحدث بواسطة العدسة العادية. وتستغل تلك الظاهرة في العديد من التطبيقات ، مثل صمام الأشعة الكاثودية وفي المجهر الإلكتروني.
وتتكون العدسة المغناطيسية عادة من عدة مغناطيسات كهربائية مرتبة تلو بعضها البعض أو من زوج من المغناطيسات عمودية على بعضها ويمر من خلالها شعاع الإلكترونات من بين أقطابها الأربعة. ويمكن تشكيلها من عدة ملفات مرتبة حول مسار الإلكترونات إما في شكل مربع أو شكل سداسي. وبهذه الطريفة يمكن تشكيل عدة مغناطيسات مجمعة لفيض من الإلكترونات في بؤرة أو تعمل على تفرقة الإلكترونات ، مثلها كمثل العدسة المحدبة أوالعدسة المقعرة.

## تطبيق في المجهر الإلكتروني

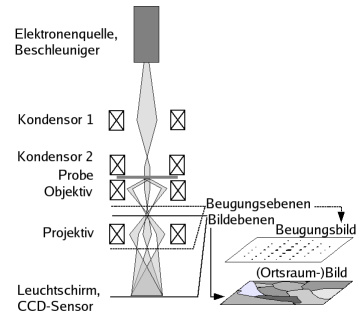
مسار الشعاع في مجهر إلكتروني نافذ.
تأتي الإلكترونات المعجلة من أعلى وبعد ضبطها بعدسات مغناطيسية تسقط على العينة Probe وتنفذ منها لتسقط على عدادات الإلكترونات أو لوح وميضي فلوري (أسفل).

يتميز المجهر الإلكتروني بتكبير أكبر بكثير عن التكبير الذي تصل إليه المجاهر الضوئية. وترجع تلك الكفاءة إلى أن المجهر الإلكتروني يستخدم شعاعا من الإلكترونات ، ويستفيد من ازدواجية الإلكترون كجسيم وموجة في نفس الوقت ازدواجية موجة-جسيم. ويقوم المجهر بمعالجة شعاع الإلكترونات كما لو كان شعاعا ضوئيا مع الفارق أن المجهر الإلكتروني يستعمل عدسات مغناطيسية لتحزيم وضبط شعاع الإلكترونات بدلا من العدسات الضوئية التي يستعملها المجهر الضوئي المعتاد. ونظرا لأن الإلكترونات لها طول موجة أقصر نحو 100.000 مرة من طول موجة الضوء العادي ففي استطاعتها رؤية أشياء أصغر بكثير عما «يراه» المجهر العادي. ويبلغ تكبير المجهر الإلكتروني نحو 2.000.000 مرة بينما يبلغ أقصى تكبير للمجهر الضوئي نحو 2000 مرة فقط.

## طول موجة دو برولي
في عام 1924 صاغ العالم الفيزيائي الفرنسي افتراضه عن ازدواجية موجة-جسيم موضحا أن أي مادة لها خاصية موجية

وليس الضوء وحده له هذه الخاصية ، وبين العلاقة بين طول الموجة [λ] وكمية الحركة
p الجسم كالآتي :
{\displaystyle \lambda ={\frac {h}{p}}}
حيث h ثابت بلانك
هذه صيغة عامة لصيغة أينشتاين حيث أن كمية حركة الفوتون
p = {\displaystyle {\tfrac {E}{c}}}
و طول الموجة
λ = {\displaystyle {\tfrac {c}{f}}}
حيث:
c سرعة الضوء في الفراغ.
وقد أثبت افتراض دو برولي بعد ثلاثة سنوات للإلكترون عن طريق تجربة حيود الإلكترونات. ويختلف الإلكترون عن الفوتون بأن له كتلة سكون.
بالنسبة للإلكترون ، تبلغ كمية الحركة:
p = m.v
حيث m كتلة الإلكترون و v سرعة الإلكترون.

## اقرأ أيضا
- المجهر
- المجهر الإلكتروني الماسح
- مجهر ليزر ماسح